# Liste kantonaler Volksabstimmungen des Kantons Basel-Stadt
Die Liste kantonaler Volksabstimmungen des Kantons Basel-Stadt zeigt die Volksabstimmungen des Kantons Basel-Stadt von 2001 bis 2018.

## Statistik
Seit 2001 wurden 93 Volksabstimmungen durchgeführt (Stand: 25. November 2018). Dabei wurden ungefähr gleich viele Abstimmungen angenommen wie abgelehnt (49:44).
| Jahr        | 2001 | 2002 | 2003 | 2004 | 2005 | 2006 | 2007 | 2008 | 2009 | 2010 | 2011 | 2012 | 2013 | 2014 | 2015 | 2016 | 2017 | 2018 | Total |
| Angenommene | 2    | 0    | 1    | 2    | 6    | 2    | 2    | 3    | 2    | 1    | 3    | 0    | 2    | 5    | 3    | 6    | 3    | 6    | 49    |
| Abgelehnte  | 2    | 2    | 1    | 4    | 0    | 2    | 2    | 1    | 1    | 4    | 6    | 3    | 4    | 5    | 4    | 0    | 1    | 2    | 44    |
| Total       | 4    | 2    | 2    | 6    | 6    | 4    | 4    | 4    | 3    | 5    | 9    | 3    | 6    | 10   | 7    | 6    | 4    | 8    | 93    |

## Abstimmungen
An mit keine kantonalen Abstimmungen vermerkten Tagen fanden entweder eidgenössische Abstimmungen oder kantonale Wahlen statt, ohne dass eine kantonale Abstimmung vorlag.

### 2018
| Datum      | Titel der Vorlage | Titel der Vorlage | Anteil Ja-Stimmen | Resultat   |
| ---------- | --- | --- | ----------------- | ---------- |
| 25.11.2018 | Grossratsbeschluss vom 16. Mai 2018 betreffend «Ratschlag VoltaNord»                                                                      | Grossratsbeschluss vom 16. Mai 2018 betreffend «Ratschlag VoltaNord»                                                                      | 60,94 %           | Angenommen |
| 25.11.2018 | Grossratsbeschluss vom 6. Juni 2018 betreffend Änderung des Gesetzes über öffentliche Ruhetage und Ladenöffnung (RLG)                     | Grossratsbeschluss vom 6. Juni 2018 betreffend Änderung des Gesetzes über öffentliche Ruhetage und Ladenöffnung (RLG)                     | 40,34 %           | Abgelehnt  |
| 23.09.2018 | keine kantonalen Abstimmungen | keine kantonalen Abstimmungen |                   |            |
| 10.06.2018 | Kantonale Initiative «RECHT auf WOHNEN»                                                                                                   | Kantonale Initiative «RECHT auf WOHNEN»                                                                                                   | 57,39 %           | Angenommen |
| 10.06.2018 | Kantonale Initiative «Wohnen ohne Angst vor Vertreibung. JA zu mehr Rücksicht auf ältere Mietparteien (Wohnschutzinitiative)»             | Kantonale Initiative «Wohnen ohne Angst vor Vertreibung. JA zu mehr Rücksicht auf ältere Mietparteien (Wohnschutzinitiative)»             | 61,86 %           | Angenommen |
| 10.06.2018 | Kantonale Initiative «Mieterschutz beim Einzug (JA zu bezahlbaren Neumieten)»                                                             | Kantonale Initiative «Mieterschutz beim Einzug (JA zu bezahlbaren Neumieten)»                                                             | 72,01 %           | Angenommen |
| 10.06.2018 | Kantonale Initiative «Mieterschutz am Gericht (JA zu bezahlbaren Mietgerichtsverfahren)»                                                  | Kantonale Initiative «Mieterschutz am Gericht (JA zu bezahlbaren Mietgerichtsverfahren)»                                                  | 50,10 %           | Angenommen |
| 04.03.2018 | Kantonale Initiative betreffend «Nachhaltige und faire Ernährung»                                                                         | Kantonale Initiative betreffend «Nachhaltige und faire Ernährung»                                                                         | 32,90 %           | Abgelehnt  |
| 04.03.2018 | Kantonale Initiative «für eine zeitgemässe finanzielle Absicherung von Magistratspersonen (Keine goldenen Fallschirme mit Steuergeldern)» | Kantonale Initiative «für eine zeitgemässe finanzielle Absicherung von Magistratspersonen (Keine goldenen Fallschirme mit Steuergeldern)» | 61,93 %           | Angenommen |

### 2017
| Datum      | Titel der Vorlage | Titel der Vorlage | Anteil Ja-Stimmen | Resultat   |
| ---------- | --- | --- | ----------------- | ---------- |
| 24.09.2017 | keine kantonalen Abstimmungen | keine kantonalen Abstimmungen |                   |            |
| 21.05.2017 | Grossratsbeschluss vom 9. November 2016 betreffend kantonale Initiative «für eine ringförmige Velo-Komfortroute (Veloring-Initiative)»                                                               | Grossratsbeschluss vom 9. November 2016 betreffend kantonale Initiative «für eine ringförmige Velo-Komfortroute (Veloring-Initiative)»                                                               | 41,70 %           | Abgelehnt  |
| 21.05.2017 | Grossratsbeschluss vom 7. Dezember 2016 betreffend Änderung des Gesetzes über das Gastgewerbe (Gastgewerbegesetz)                                                                                    | Grossratsbeschluss vom 7. Dezember 2016 betreffend Änderung des Gesetzes über das Gastgewerbe (Gastgewerbegesetz)                                                                                    | 52,42 %           | Angenommen |
| 12.02.2017 | Grossratsbeschluss vom 13. April 2016 betreffend Änderung der Kantonsverfassung vom 23. März 2005 (Aufhebung des Quorums (Sperrklausel) für die Zuteilung von Sitzen bei der Wahl des Grossen Rates) | Grossratsbeschluss vom 13. April 2016 betreffend Änderung der Kantonsverfassung vom 23. März 2005 (Aufhebung des Quorums (Sperrklausel) für die Zuteilung von Sitzen bei der Wahl des Grossen Rates) | 56,87 %           | Angenommen |
| 12.02.2017 | Grossratsbeschluss vom 21. September 2016 betreffend «Kasernenhauptbau: Gesamtsanierung und Umbau zum Kultur- und Kreativzentrum»                                                                    | Grossratsbeschluss vom 21. September 2016 betreffend «Kasernenhauptbau: Gesamtsanierung und Umbau zum Kultur- und Kreativzentrum»                                                                    | 61,75 %           | Angenommen |

### 2016
| Datum      | Titel der Vorlage | Titel der Vorlage | Anteil Ja-Stimmen | Resultat   |
| ---------- | --- | --- | ----------------- | ---------- |
| 27.11.2016 | keine kantonalen Abstimmungen | keine kantonalen Abstimmungen |                   |            |
| 25.09.2016 | keine kantonalen Abstimmungen | keine kantonalen Abstimmungen |                   |            |
| 05.06.2016 | Grossratsbeschluss vom 9. Dezember 2015 betreffend Totalrevision des Gesetzes über die Basler Kantonalbank (Bankgesetz)                              | Grossratsbeschluss vom 9. Dezember 2015 betreffend Totalrevision des Gesetzes über die Basler Kantonalbank (Bankgesetz)                              | 75,25 %           | Angenommen |
| 05.06.2016 | Grossratsbeschluss vom 6. Januar 2016 betreffend Neubau Amt für Umwelt und Energie (AUE), Spiegelgasse 11/15, Ausgabenbewilligung für das Bauprojekt | Grossratsbeschluss vom 6. Januar 2016 betreffend Neubau Amt für Umwelt und Energie (AUE), Spiegelgasse 11/15, Ausgabenbewilligung für das Bauprojekt | 51,07 %           | Angenommen |
| 05.06.2016 | Grossratsbeschluss vom 9. Dezember 2015 betreffend Änderung des Organisationsgesetzes der Basler Verkehrs-Betriebe (BVB-OG)                          | Grossratsbeschluss vom 9. Dezember 2015 betreffend Änderung des Organisationsgesetzes der Basler Verkehrs-Betriebe (BVB-OG)                          | 59,05 %           | Angenommen |
| 28.02.2016 | Grossratsbeschluss vom 9. September 2015 betreffend Änderung der Kantonsverfassung vom 23. März 2005 (Erweiterung parlamentarisches Instrumentarium) | Grossratsbeschluss vom 9. September 2015 betreffend Änderung der Kantonsverfassung vom 23. März 2005 (Erweiterung parlamentarisches Instrumentarium) | 68,36 %           | Angenommen |
| 28.02.2016 | «Neue Bodeninitiative (Boden behalten und Basel gestalten!)»                                                                                         | «Neue Bodeninitiative (Boden behalten und Basel gestalten!)»                                                                                         | 66,36 %           | Angenommen |
| 28.02.2016 | Initiative «für eine freie Wahl aller Wahlpflichtfächer in der Sekundarschule»                                                                       | Initiative «für eine freie Wahl aller Wahlpflichtfächer in der Sekundarschule»                                                                       | 64,25 %           | Angenommen |

### 2015
| Datum      | Titel der Vorlage | Titel der Vorlage | Anteil Ja-Stimmen | Resultat       |
| ---------- | --- | --- | ----------------- | -------------- |
| 15.11.2015 | Grossratsbeschluss vom 3. Juni betreffend Änderung der Kantonsverfassung vom 23. März 2005 (Revision der Gerichtsorganisation)                                                                                      | Grossratsbeschluss vom 3. Juni betreffend Änderung der Kantonsverfassung vom 23. März 2005 (Revision der Gerichtsorganisation)                                                     | 84,73 %           | Angenommen     |
| 15.11.2015 | Kantonale Initiative «Strassen teilen – Ja zum sicheren und hindernisfreien Fuss-, Velo- und öffentlichen Verkehr» (Strasseninitiative) sowie den diesbezüglichen Gegenvorschlag des Grossen Rates vom 21. Mai 2015 | |                   |                |
| 15.11.2015 | | Initiative | 27,07 %           | Abgelehnt      |
| 15.11.2015 | | Gegenvorschlag | 46,28 %           | Abgelehnt      |
| 15.11.2015 | | Stichfrage | 75,70 %           | Gegenvorschlag |
| 15.11.2015 | Grossratsbeschluss vom 3. Juni 2015 betreffend Totalrevision des Gesetzes betreffend das Erbringen von Taxidienstleistungen (Taxigesetz)                                                                            | Grossratsbeschluss vom 3. Juni 2015 betreffend Totalrevision des Gesetzes betreffend das Erbringen von Taxidienstleistungen (Taxigesetz)                                           | 59,87 %           | Angenommen     |
| 14.06.2015 | Grossratsbeschluss vom 12. November 2014 betreffend «Abfallentsorgung mit Containern (Massnahmenpaket für eine verbesserte Sauberkeit und zur Abfallvermeidung in Basel, Teil II)»                                  | Grossratsbeschluss vom 12. November 2014 betreffend «Abfallentsorgung mit Containern (Massnahmenpaket für eine verbesserte Sauberkeit und zur Abfallvermeidung in Basel, Teil II)» | 30,76 %           | Abgelehnt      |
| 08.03.2015 | Kantonale Volksinitiative „Wohnen für alle: Für eine Stiftung für bezahlbaren Wohn-, Gewerbe- und Kulturraum“ | Kantonale Volksinitiative „Wohnen für alle: Für eine Stiftung für bezahlbaren Wohn-, Gewerbe- und Kulturraum“                                                                      | 42,01 %           | Abgelehnt      |
| 08.03.2015 | Grossratsbeschluss betreffend das Gesetz über das Universitäre Zentrum für Zahnmedizin Basel | Grossratsbeschluss betreffend das Gesetz über das Universitäre Zentrum für Zahnmedizin Basel                                                                                       | 63,89 %           | Angenommen     |

### 2014
| Datum      | Titel der Vorlage | Titel der Vorlage | Anteil Ja-Stimmen | Resultat       |
| ---------- | --- | --- | ----------------- | -------------- |
| 30.11.2014 | Volksinitiative «Für eine bessere Integration von Migrantinnen und Migranten» (Integrationsinitiative) sowie den diesbezüglichen Gegenvorschlag des Grossen Rates                                           | Volksinitiative «Für eine bessere Integration von Migrantinnen und Migranten» (Integrationsinitiative) sowie den diesbezüglichen Gegenvorschlag des Grossen Rates                                           |                   |                |
| 30.11.2014 | | Initiative | 27,05 %           | Abgelehnt      |
| 30.11.2014 | | Gegenvorschlag | 64,06 %           | Angenommen     |
| 30.11.2014 | | Stichfrage | 73,95 %           | Gegenvorschlag |
| 28.09.2014 | Grossratsbeschluss vom 15. Januar 2014 betreffend Stadtrandentwicklung Ost | Grossratsbeschluss vom 15. Januar 2014 betreffend Stadtrandentwicklung Ost | 49,23 %           | Abgelehnt      |
| 28.09.2014 | Grossratsbeschluss vom 15. Januar 2014 betreffend Stadtraumentwicklung Süd | Grossratsbeschluss vom 15. Januar 2014 betreffend Stadtraumentwicklung Süd | 45,60 %           | Abgelehnt      |
| 28.09.2014 | Grossratsbeschluss vom 25. Juni 2014 betreffend Änderung der Verfassung des Kantons Basel-Stadt (Gegenvorschlag zur kantonalen Volksinitiative für die Fusion der Kantone Basel-Stadt und Basel-Landschaft) | Grossratsbeschluss vom 25. Juni 2014 betreffend Änderung der Verfassung des Kantons Basel-Stadt (Gegenvorschlag zur kantonalen Volksinitiative für die Fusion der Kantone Basel-Stadt und Basel-Landschaft) | 54,91 %           | Angenommen     |
| 18.05.2014 | Grossratsbeschluss vom 23. Oktober 2013 betreffend «Verkehrsdrehscheibe Badischer Bahnhof – Tram Erlenmatt und Vorplatz Badischer Bahnhof»                                                                  | Grossratsbeschluss vom 23. Oktober 2013 betreffend «Verkehrsdrehscheibe Badischer Bahnhof – Tram Erlenmatt und Vorplatz Badischer Bahnhof»                                                                  | 48,36 %           | Abgelehnt      |
| 18.05.2014 | Kantonale Volksinitiative betreffend „Grossbasler Rheinuferweg jetzt!“ | Kantonale Volksinitiative betreffend „Grossbasler Rheinuferweg jetzt!“ | 46,07 %           | Abgelehnt      |
| 09.02.2014 | Grossratsbeschluss vom 18. September 2013 betreffend Änderung des Einführungsgesetzes zum Bundesgesetz über die Gleichstellung von Frau und Mann                                                            | Grossratsbeschluss vom 18. September 2013 betreffend Änderung des Einführungsgesetzes zum Bundesgesetz über die Gleichstellung von Frau und Mann                                                            | 57,34 %           | Angenommen     |
| 09.02.2014 | Grossratsbeschluss vom 13. November 2013 betreffend Änderung der Verfassung des Kantons Basel-Stadt (Anpassung der Vorschriften zur Stimmberechtigung an das Erwachsenenschutzrecht des Bundes)             | Grossratsbeschluss vom 13. November 2013 betreffend Änderung der Verfassung des Kantons Basel-Stadt (Anpassung der Vorschriften zur Stimmberechtigung an das Erwachsenenschutzrecht des Bundes)             | 83,69 %           | Angenommen     |
| 09.02.2014 | Grossratsbeschluss vom 13. November 2013 betreffend Änderung der Verfassung des Kantons Basel-Stadt (Einführung Ständeratswahlrecht für stimmberechtigte Auslandschweizerinnen und Auslandschweizer)        | Grossratsbeschluss vom 13. November 2013 betreffend Änderung der Verfassung des Kantons Basel-Stadt (Einführung Ständeratswahlrecht für stimmberechtigte Auslandschweizerinnen und Auslandschweizer)        | 63,91 %           | Angenommen     |

### 2013
| Datum      | Titel der Vorlage | Titel der Vorlage | Anteil Ja-Stimmen | Resultat   |
| ---------- | --- | --- | ----------------- | ---------- |
| 24.11.2013 | Grossratsbeschluss vom 12. Juni 2013 betreffend Zonenänderung, Festsetzung eines Bebauungsplanes im Bereich Clarastrasse, Riehenring und Drahtzugstrasse (Areal Claraturm) | Grossratsbeschluss vom 12. Juni 2013 betreffend Zonenänderung, Festsetzung eines Bebauungsplanes im Bereich Clarastrasse, Riehenring und Drahtzugstrasse (Areal Claraturm) | 52,91 %           | Angenommen |
| 22.09.2013 | Initiative «Gebührenfreies und faires Mietverfahren für alle!» | Initiative «Gebührenfreies und faires Mietverfahren für alle!» | 48,98 %           | Abgelehnt  |
| 22.09.2013 | Initiative «Bezahlbares und sicheres Wohnen für alle!» | Initiative «Bezahlbares und sicheres Wohnen für alle!» | 44,23 %           | Abgelehnt  |
| 22.09.2013 | | Gegenvorschlag des Grossen Rates | 60,49 %           | Angenommen |
| 22.09.2013 | Initiative «CentralParkBasel» | Initiative «CentralParkBasel» | 39,34 %           | Abgelehnt  |
| 09.06.2012 | keine kantonalen Abstimmungen | keine kantonalen Abstimmungen |                   |            |
| 03.03.2013 | Grossratsbeschluss vom 27. Juni 2012 betreffend Änderung des Gesetzes über öffentliche Ruhetage und Ladenöffnung (RLG) vom 29. Juni 2005                                   | Grossratsbeschluss vom 27. Juni 2012 betreffend Änderung des Gesetzes über öffentliche Ruhetage und Ladenöffnung (RLG) vom 29. Juni 2005                                   | 40,30 %           | Abgelehnt  |

### 2012
| Datum      | Titel der Vorlage                                                                    | Anteil Ja-Stimmen | Resultat  |
| ---------- | ------------------------------------------------------------------------------------ | ----------------- | --------- |
| 25.11.2012 | keine kantonalen Abstimmungen                                                        |                   |           |
| 23.09.2012 | keine kantonalen Abstimmungen                                                        |                   |           |
| 17.06.2012 | Senkung der Gewinnsteuer bei juristischen Personen                                   | 48,98 %           | Abgelehnt |
| 11.03.2012 | keine kantonalen Abstimmungen                                                        |                   |           |
| 05.02.2012 | Ja zu Parkraum auf privatem Grund                                                    | 36,37 %           | Abgelehnt |
| 05.02.2012 | Kantonale Initiative «für einen sicheren Kanton Basel-Stadt (Sicherheitsinitiative)» | 45,37 %           | Abgelehnt |

### 2011
| Datum      | Titel der Vorlage                                                                                            | Anteil Ja-Stimmen | Resultat     |
| ---------- | --- | ----------------- | ------------ |
| 27.11.2011 | Kantonale Volksinitiative «JA zum Nichtraucherschutz ohne kantonale Sonderregelung!»                         | 49,77 %           | Abgelehnt    |
| 27.11.2011 | Kantonale Volksinitiative «für eine faire Einbürgerung» (Sprachinitiative)                                   | 41,41 %           | Abgelehnt    |
| 27.11.2011 | Zuweisung der ausschliesslichen Kompetenz für die Erteilung des kantonalen Bürgerrechts an den Regierungsrat | 73,58 %           | Angenommen   |
| 19.06.2011 | Grossratsbeschluss betreffend «Erneuerung Elisabethenstrasse»                                                | 62,48 %           | Angenommen   |
| 15.05.2011 | Kantonale Volksinitiative «Ja zum Dialekt»                                                                   | 55,11 %           | (Stichfrage) |
| 15.05.2011 | Kantonale Volksinitiative «zum Schutz von Basler Familiengartenarealen»                                      | 36,37 %           | Abgelehnt    |
| 15.05.2011 | Grossratsbeschluss betreffend Gesetz über die öffentlichen Spitäler des Kantons Basel-Stadt                  | 55,60 %           | Angenommen   |
| 13.02.2011 | Kantonale Volksinitiative «für ein griffiges Finanzreferendum»                                               | 23,41 %           | Abgelehnt    |
| 13.02.2011 | Kantonale Volksinitiative «Tagesschule für mehr Chancengleichheit»                                           | 36,24 %           | Abgelehnt    |

### 2010
| Datum      | Titel der Vorlage                                                                            | Anteil Ja-Stimmen | Resultat   |
| ---------- | -------------------------------------------------------------------------------------------- | ----------------- | ---------- |
| 28.11.2010 | Kantonale Volksinitiative zur Förderung des ÖV, Fuss- und Veloverkehrs im Kanton Basel-Stadt | 38,06 %           | Abgelehnt  |
| 26.09.2010 | Kantonale Initiative «Stimmrecht für Migrantinnen und Migranten»                             | 19,11 %           | Abgelehnt  |
| 13.06.2010 | Grossratsbeschluss betreffend Parkraumbewirtschaftung Stadt Basel (Rahmenkredit)             | 49,58 %           | Abgelehnt  |
| 13.06.2010 | Kantonale Initiative «Gegen den Mobilfunkantennen-Wildwuchs»                                 | 43,54 %           | Abgelehnt  |
| 07.03.2010 | Kantonale Initiative «Für die Umzonung des Landhofs: Der Landhof bleibt grün»                | 60,28 %           | Angenommen |

### 2009
| Datum      | Titel der Vorlage | Anteil Ja-Stimmen | Resultat   |
| ---------- | --- | ----------------- | ---------- |
| 29.11.2009 | keine kantonalen Abstimmungen |                   |            |
| 27.09.2009 | Grossratsbeschluss betreffend Umgestaltung und Sanierung Luzernerring / Wasgenring im Abschnitt Rampe Anschluss Luzernerring (Nordtangente) bis Allschwilerstrasse | 51,17 %           | Angenommen |
| 17.03.2009 | keine kantonalen Abstimmungen |                   |            |
| 08.02.2009 | Änderung des Gesetzes betreffend die Kantonspolizei des Kantons Basel-Stadt                                                                                        | 78,9 %            | Angenommen |
| 08.02.2009 | Revision der Kantonsverfassung vom 23. März 2005 (Stimm- und aktives Wahlrecht ab 16 Jahren in kantonalen Angelegenheiten)                                         | 28,0 %            | Abgelehnt  |

### 2008
| Datum       | Titel der Vorlage                                                                                          | Anteil Ja-Stimmen | Resultat   |
| ----------- | --- | ----------------- | ---------- |
| 30.11.20098 | keine kantonalen Abstimmungen                                                                              |                   |            |
| 19.10.2008  | keine kantonalen Abstimmungen                                                                              |                   |            |
| 28.09.2008  | Initiative «Ja zu einem besseren Wohnschutz für Mieterinnen und Mieter» (Mietwohnschutzinitiative)         | 39,0 %            | Abgelehnt  |
| 28.09.2008  | Initiative «Schutz vor Passivrauchen»                                                                      | 52,8 %            | Angenommen |
| 28.09.2008  | Grossratsbeschluss betreffend «Änderung des Sozialhilfegesetzes»                                           | 65,7 %            |            |
| 14.09.2008  | keine kantonalen Abstimmungen                                                                              |                   |            |
| 01.06.2008  | «Messezentrum Basel 2012»                                                                                  | 61,4 %            | Angenommen |
| 01.06.2008  | Grossratsbeschluss betreffend «Teilautonomie und Leitungen an der Volksschule, Änderung des Schulgesetzes» | 52,5 %            | Angenommen |
| 24.02.2008  | keine kantonalen Abstimmungen                                                                              |                   |            |

### 2007
| Datum      | Titel der Vorlage | Anteil Ja-Stimmen | Resultat   |
| ---------- | --- | ----------------- | ---------- |
| 21.10.2007 | keine kantonalen Abstimmungen |                   |            |
| 23.09.2007 | Grossratsbeschluss vom 6. Juni 2007 betreffend Änderung des Schulgesetzes                                                                | 65,9 %            | Angenommen |
| 23.09.2007 | Grossratsbeschluss vom 6. Juni 2007 betreffend die Volksinitiative «Für eine zügige Behandlung von Initiativen (Initiativen vors Volk!)» | 85,3 %            | Angenommen |
| 23.09.2007 | Grossratsbeschluss betreffend Projekt Neues Stadt-Casino                                                                                 | 37,4 %            | Abgelehnt  |
| 23.09.2007 | Initiative «Ja zum Trolleybus» | 46,3 %            | Abgelehnt  |
| 15.04.2007 | keine kantonalen Abstimmungen |                   |            |
| 11.03.2007 | keine kantonalen Abstimmungen |                   |            |

### 2006
| Datum      | Titel der Vorlage | Anteil Ja-Stimmen | Resultat   |
| ---------- | --- | ----------------- | ---------- |
| 26.11.2006 | keine kantonalen Abstimmungen |                   |            |
| 24.09.2006 | Grossratsbeschluss vom 15. März 2006 betreffend planerische Massnahmen zur Neunutzung des ehemaligen Industrieareals Stückfärberei                                           | 59,9 %            | Angenommen |
| 21.05.2006 | keine kantonalen Abstimmungen |                   |            |
| 19.03.2006 | keine kantonalen Abstimmungen |                   |            |
| 12.02.2006 | Volksinitiative «Zum Schutze der Naturgebiete entlang des Flusslaufs der Wiese als Lebensraum wildlebender Pflanzen und Tiere sowie als Naherholungsraum (Wiese-Initiative)» | 58,2 %            | Angenommen |
| 12.02.2006 | Grossratsbeschluss betreffend Zonenänderung und Festlegung des Mindestwohnflächenanteils für das Areal Reservoirstrasse                                                      | 47,2 %            | Abgelehnt  |
| 12.02.2006 | Grossratsbeschluss betreffend Zonenänderung und Festlegung des Mindestwohnflächenanteils für das Areal Oberer Batterieweg                                                    | 40,8 %            | Abgelehnt  |

### 2005
| Datum      | Titel der Vorlage | Anteil Ja-Stimmen | Resultat   |
| ---------- | --- | ----------------- | ---------- |
| 27.11.2005 | Grossratsbeschluss vom 8. Juni 2005 betreffend Neugestaltung Elisabethenanlage | 53,5 %            | Angenommen |
| 30.10.2005 | Abstimmung über die neue Kantonsverfassung | 76,5 %            | Angenommen |
| 25.09.2005 | keine kantonalen Abstimmungen |                   |            |
| 25.06.2005 | keine kantonalen Abstimmungen |                   |            |
| 27.02.2005 | Grossratsbeschluss vom 9. Juni 2004 betreffend Änderung der Zonenzuweisung sowie Zuordnung der Lärmempfindlichkeitsstufe im Gebiet «Erlenmatt» (ehemaliges DB-Güterbahnhofareal) im Geviert Schwarzwaldallee, Erlenstrasse, Riehenring, Wiese | 63,9 %            | Angenommen |
| 27.02.2005 | Grossratsbeschluss vom 10. März 2004 betreffend das Organisationsgesetz der Basler Verkehrs-Betriebe (BVB-OG) | 58,2 %            | Angenommen |
| 27.02.2005 | Grossratsbeschluss vom 10. März 2004 betreffend das Gesetz über den öffentlichen Verkehr (ÖVG) | 66,0 %            | Angenommen |
| 27.02.2005 | Grossratsbeschluss vom 15. September 2004 betreffend das Gesetz über das Gastgewerbe (Gastgewerbegesetz) | 55,0 %            | Angenommen |

### 2004
| Datum      | Titel der Vorlage | Anteil Ja-Stimmen | Resultat   |
| ---------- | --- | ----------------- | ---------- |
| 28.11.2004 | keine kantonalen Abstimmungen |                   |            |
| 24.10.2004 | keine kantonalen Abstimmungen |                   |            |
| 26.09.2004 | keine kantonalen Abstimmungen |                   |            |
| 16.05.2004 | Jubiläumsinitiative «zämme gohts besser» (Spitalinitiative)                                                                                         | 85,1 %            | Angenommen |
| 16.05.2004 | Jubiläumsinitiative «zäme gohts besser» (Sicherheitsinitiative)                                                                                     | 84,0 %            | Angenommen |
| 16.05.2004 | Referendum gegen den Grossratsbeschluss vom 12. November 2003 zum «Gesetz betreffend die Bestattungen»                                              | 35,4 %            | Abgelehnt  |
| 16.05.2004 | Initiative «für die Aufhebung des Verbotes von City-Parkings und zur Förderung einer vernünftigen Verkehrsplanung»                                  | 48,7 %            | Abgelehnt  |
| 16.05.2004 | Initiative «für eine bessere Schule – unseren Kindern zuliebe»                                                                                      | 38,3 %            | Abgelehnt  |
| 16.05.2004 | Initiative «für eine finanziell tragbare Pensionskasse des Basler Staatspersonals» und Gegenvorschlag des Grossen Rates dazu (Pensionskassengesetz) | 24,9 %            | Abgelehnt  |
| 08.02.2004 | keine kantonalen Abstimmungen |                   |            |

### 2003
| Datum      | Titel der Vorlage | Anteil Ja-Stimmen | Resultat   |
| ---------- | --- | ----------------- | ---------- |
| 16.11.2003 | Grossratsbeschluss betreffend Aufwertung des Areals Heuwaage und Ermöglichung eines Multiplexkinos | 31,6 %            | Abgelehnt  |
| 19.10.2003 | keine kantonalen Abstimmungen |                   |            |
| 18.05.2003 | Referendum über den Grossratsbeschluss vom 22. Januar 2003 betreffend das Gesetz über die Einführung des Bundesgesetzes über die Ergänzungsleistungen zur Alters-, Hinterlassenen- und Invalidenversicherung sowie über die Ausrichtung von kantonalen Beihilfen (EG/ELG) | 72,3 %            | Angenommen |
| 13.04.2003 | keine kantonalen Abstimmungen |                   |            |
| 09.02.2003 | keine kantonalen Abstimmungen |                   |            |

### 2002
| Datum      | Titel der Vorlage                                                                  | Anteil Ja-Stimmen | Resultat  |
| ---------- | ---------------------------------------------------------------------------------- | ----------------- | --------- |
| 24.11.2002 | keine kantonalen Abstimmungen                                                      |                   |           |
| 22.09.2002 | keine kantonalen Abstimmungen                                                      |                   |           |
| 02.06.2002 | Initiative «Reduktion der Steuerunterschiede» und Gegenvorschlag des Grossen Rates | 32,8 %            | Abgelehnt |
| 02.06.2002 | Initiative «Stopp der Steuerspirale» und Gegenvorschlag des Grossen Rates          | 38,0 %            | Abgelehnt |
| 03.03.2002 | keine kantonalen Abstimmungen                                                      |                   |           |
| 27.01.2002 | keine kantonalen Abstimmungen                                                      |                   |           |

### 2001
| Datum      | Titel der Vorlage                         | Anteil Ja-Stimmen | Resultat   |
| ---------- | ----------------------------------------- | ----------------- | ---------- |
| 02.12.2001 | keine kantonalen Abstimmungen             |                   |            |
| 28.10.2001 | keine kantonalen Abstimmungen             |                   |            |
| 23.09.2001 | keine kantonalen Abstimmungen             |                   |            |
| 10.06.2001 | Sanierung Schiessanlage Allschwilerweiher | 52 %              | Angenommen |
| 04.03.2001 | Sozialhilfegesetz                         | 72,6 %            | Angenommen |
| 04.03.2001 | Kleinere Schulklassen                     | 38,8 %            | Abgelehnt  |
| 04.03.2001 | Entlassungssteuer                         | 28,0 %            | Abgelehnt  |